# Турсунов, Нормат Тулкунович
Норма́т Тулку́нович Турсу́нов (узб. Нормат Тулқунович Турсунов/Normat Tulqunovich Tursunov; род. 7 июня 1972, Чиназский район, Ташкентская область, Узбекская ССР, СССР) — Государственный и политический деятель Республики Узбекистан, Инженер-экономист, действующий хоким (губернатор) Навоийской области, Сенатор Сената Олий Мажлиса Республики Узбекистан.

## Биография
Турсунов Нормат Тулкунович начал свою карьеру в Государственной Налоговой службе в 1994 году, Государственным налоговым инспектором Акмала Икрамовского (ныне Учтепинского) района города Ташкент. 
С 2010 по 2015 год — Занимал должность первого заместителя начальника Государственного Налогового управления Джизакской области.
С 2015 по 2017 год — Занимал должность начальника Государственного Налогового управления Навоийской области.
С 2017 по 2018 год — Занимал должность заместителя председателя Государственного Налогового комитета Республики Узбекистан.
С 2018 по 2021 год — Занимал должность начальника Государственного Налогового управления города Ташкент. 
8 ноября 2021 года Нормат Тулкунович Турсунов по личному указу президента Республики Узбекистан был назначен на должность хокима (губернатор) Навоийской области.
17 декабря 2022 года Нормат Тулкунович Турсунов был избран в Сенат Олий Мажлиса Республики Узбекистан.
В 2024 году награждён орденом «Дустлик».